# تشارلز نيومان (ملحن)
تشارلز نيومان (بالإنجليزية: Charles Newman)‏ هو مهندس ومهندس الصوت ومنتج أسطوانات وملحن أمريكي، ولد في 16 يناير 1967 في بالتيمور في الولايات المتحدة.

## وصلات خارجية
- تشارلز نيومان على موقع IMDb (الإنجليزية)
- تشارلز نيومان على موقع ميوزك برينز (الإنجليزية)
- تشارلز نيومان على موقع ديسكوغز (الإنجليزية)